# 坦噶戰役
坦噶戰役（英語：Battle of Tanga），有時也被稱為蜜蜂之戰，是第一次世界大戰東非戰場的一場戰役，以英軍進攻失敗告終，被視為德國保護軍在非洲的一大勝利。當時英國分成兩隊進軍德屬東非（大部分今屬坦桑尼亞），一隊是亞瑟·艾特肯少將率領的印度遠征軍「B」隊進攻坦噶，另一遠征軍「C」隊則進攻吉力馬札羅山坡上的朗吉多。坦噶戰役也是東非戰場的第一場主要戰役，英軍最終敗給數量遠少於他們的德軍（由保羅·馮·萊托-福爾貝克上校指揮，下轄殖民地志願軍以及阿斯卡里）。英軍的敗退讓德國保護軍能攫取現代化裝備、醫藥補給、帳篷、毯子、食物及一些馬克沁機槍，這使他們能在往後的大戰期間繼續抵抗協約國的進攻。

## 前奏

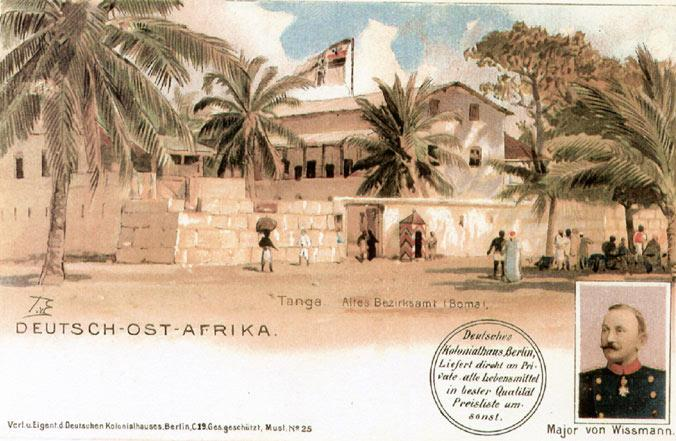
1914年坦噶

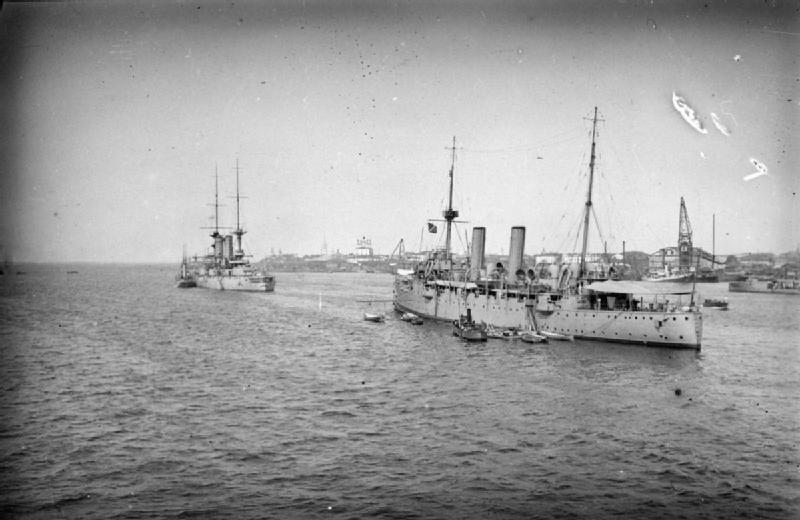
右邊是福克斯號防護巡洋艦 (1893年)

坦噶距離英屬東非（位於今日肯亞境內）邊境僅僅只有80公里，是一座繁忙的港口，也是烏桑巴拉鐵路海側終點站，該鐵路連結坦噶到吉力馬札羅山腳下的新莫希。英軍最初計畫派出戰艦砲轟坦噶，但後來作廢了這個計畫。原先英德雙方曾達成協議，確保了三蘭港和坦噶的中立，但現在看來協議已變更，而且「恐怕只能公平地警告德軍協議已經被終結了」。取而代之，英軍決定攻佔德屬東非，首先將從兩棲進攻坦噶開始。然而人算不如天算，英軍的進攻成了一場崩潰。
1914年11月2日，英國海軍福克斯號防護巡洋艦抵達，艦長弗朗西斯·韋德·卡弗萊德上岸告知坦噶德軍有一個小時可以投降，並降下他們的帝國國旗。離港前，卡弗萊德要求了解港口是否布雷；雖然實際上沒有，但他還是假定布了雷。 三小時後，德軍旗幟依然在坦噶飄揚，因此福克斯號前去護航載運「B」隊的14艘運輸艦。於是這給了德國保護軍和坦噶當地居民佈防的時間。德軍指揮官保羅·馮·萊托-福爾貝克上校趕抵坦噶（他的副手是前德屬東非公司隊長湯姆·馮·普林斯），並藉由鐵路從新莫希帶來部隊以加強防線（德軍最初只由一個連的阿斯卡利），最終讓坦噶的守軍來到6個連共約1,000人。

## 戰役過程

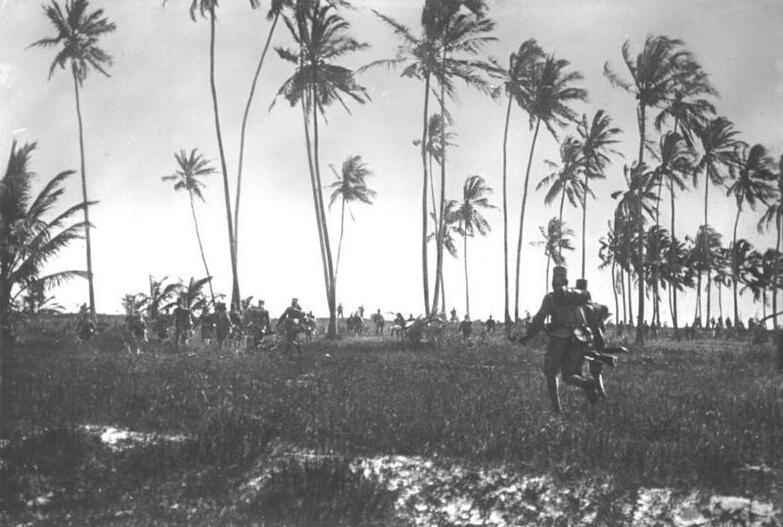
1914年阿斯卡利衝突戰，可能在坦噶

11月2日，卡弗萊德下令開始掃雷，並於次日持續進行。掃雷期間，「B」隊指揮官艾特肯無阻地將部隊和補給分成兩部，一部在港區登陸，另一部則是在位於市區東方三英里的無雷海灘登陸。11月3日晚間，除了第27山地砲兵連（27th Mountain Battery）和法利德果德工兵隊（Faridkot Sappers）以外，所有的入侵部隊都已上岸。11月4日中午，艾特肯下令進軍市區。隱蔽的守軍很快地阻止了他們的推進，戰鬥隨後也變成南部特遣隊（southern contingent）在椰子油和棕櫚油種植園中發生的衝突，以及港口軍在街頭的苦戰中。克什米爾步槍隊的廓爾喀人以及第二北蘭開夏郡團的港口特遣隊進展順利：他們攻入市區、佔領海關及「德意志皇帝酒店（Hotel Deutscher Kaiser）」，並升起聯合傑克（英國國旗），但隨後他們的推進就被遏止。英屬印度的各部中，訓練不佳又裝備不足的第27邦加羅爾旅被打散並逃離了戰鬥現場。第98步兵團被一群憤怒的蜜蜂襲擊而崩潰，德軍也同樣遭受蜜蜂的襲擊，這場戰役也因此得名「蜜蜂之戰（Battle of the Bees）」。英國宣傳機構將蜜蜂襲擊一事變成了德軍的殘忍密謀，讓人認為是後者弄亂了隱藏的絆線來攪動蜂箱。第13拉傑普特團則未能成為主要參戰部隊，因為他們在看到第63帕萊雅姆科泰輕步兵團的撤退後，士氣已經有所動搖了。 

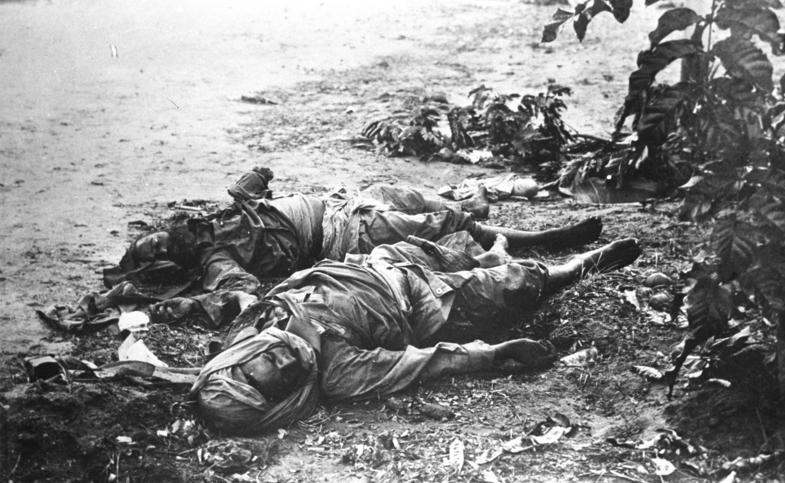
坦噶海岸上死去的英屬印度士兵

殖民地志願軍中的第七及第八步兵連（Schützenkompanien）透過鐵路運送抵達，並加強受到敵軍壓迫的阿斯卡利防線。平時騎馬的第八步兵連則將他們的馬匹至於新莫希。到了11月4日下午晚些時刻，萊托-福爾貝克對他最後一隻預備隊：第13及第4阿斯卡利野戰連（Feldkompanien，當日才搭乘火車抵達坦噶），下令對整條戰線發起刺刀攻擊，以迂迴英軍側翼及後方，並發出「號角聲和刺耳的部落戰吼」。如果帝國軍步兵旅沒有選擇屈服，那他們至少會有三個營被殲滅。隨著「B」隊的撤退變為全面潰敗，所有表面上的秩序都已不復存在。
由於雙方戰力對比仍是八比一的巨大差距，因此謹慎的心情依然壓倒了部分德軍軍官，加上軍號手一系列的錯誤，導致軍官的誤解而下令阿斯卡利脫離戰場與集結，並撤往坦噶西方數英里的營地。當萊托-福爾貝克聽聞於此，立刻撤銷了這個命令，並重新下達再次部署的指令，但部署最終到隔天早晨才完成。「在幾乎整個晚上到11月5日日出前，坦噶對艾特肯來說簡直是囊中之物，這真是整場戰役中最諷刺的一件事情。」

## 後續發展
在憤怒與沮喪下，艾特肯下了全面撤退的命令。深夜裡，英軍在撤回運輸船的過程中，幾乎留下了所有裝備。萊托-福爾貝克因此能用現代步槍重新武裝三個阿斯卡利連，他現在更有60萬發彈藥可供運用。此外他還擁有超過16座機槍、有價值的野戰電話以及足夠的衣物，讓德國保護軍能夠再持續作戰一年。11月5日早晨，「B」隊情報官理查德·邁納查根隊長在白旗下進入坦噶，帶來了醫藥補給以及一封艾特肯將軍的信，信中對砲轟醫院一事道歉。坦噶的街上佈滿了雙方的傷亡士兵。德軍醫生及他們的非裔勤務兵孜孜不倦地工作，「並對他們患者所著的制服毫無顧忌」。
在保羅·馮·萊托-福爾貝克漫長的東非戰役中，坦噶保衛戰的勝利是他眾多成就的第一個。但對於英軍來說，這場戰役無疑是一場災難，並在英國官方戰史（Official History of the War）中記載為「英國軍事史上最著名的敗仗之一」。英軍計有360人戰死及487人負傷；德國保護軍則有16名德裔士兵及55名阿斯卡利戰死，另有76名負傷。
保羅·馮·萊托-福爾貝克最初估計英軍戰死800人，但後來他認為這個數字很有可能超過2,000人。德軍隨後釋放了那些負傷或是承諾不再於大戰中繼續作戰的英軍軍官。

## 註腳

### 原文註解
1. ↑  only fair to warn the Germans that the deal was off
2. ↑  bugle calls and piercing tribal war cries
3. ↑  degenerated into total rout
4. ↑  For nearly all of the night [before sunrise 5 November], Tanga was Aitken's for the taking. It was the most stupendous irony of the battle.
5. ↑  with a fine disregard for their patients' uniforms
6. ↑  one of the most notable failures in British military history

## 延伸閱讀
- Anderson, Ross. 2001. "The Battle of Tanga, 2–5 November 1914". War in History. 8, no. 3: 294–322.
- Anderson, Ross. The Battle of Tanga 1914. Stroud, Gloucestershire: Tempus, 2002. ISBN 978-0-7524-2349-4 OCLC 52490038
- Harvey, Kenneth J. The Battle of Tanga, German East Africa 1914. [Washington, DC]: Storming Media, 2003. OCLC 634605075
- Page, Melvin E. (Melvin Eugene). 2003. "The Battle of Tanga 1914 (Review)". Journal of Military History. 67, no. 4: 1307–1308.

## 外部連結
- 無畏專案中的弗朗西斯·韋德·卡弗萊德

5°04′S 39°06′E / 5.067°S 39.100°E